# Glinki (Konarzewo)
Glinki – część wsi Konarzewo w Polsce, położona w województwie wielkopolskim, w powiecie poznańskim, w gminie Dopiewo, na północnym obrzeżu Wielkopolskiego Parku Narodowego.
W latach 1975–1998 Glinki administracyjnie należały do województwa poznańskiego.
Na północ od wsi znajduje się jezioro Konarzewskie.